# Bioley-Magnoux
Bioley-Magnoux ([bjɔˈlɛ maˈɲu], toponimo francese) è un comune svizzero di 230 abitanti del Canton Vaud, nel distretto del Jura-Nord vaudois.

## Storia
Bioley-Magnoux è menzionato per la prima volta nel 1228 come Biolai.

## Monumenti e luoghi d'interesse
- Chiesa riformata di Santo Stefano, attestata dal 1168 e ricostruita nel 1825[1].

## Società

### Evoluzione demografica
L'evoluzione demografica è riportata nella seguente tabella:
Abitanti censiti

## Amministrazione
Ogni famiglia originaria del luogo fa parte del cosiddetto comune patriziale e ha la responsabilità della manutenzione di ogni bene ricadente all'interno dei confini del comune.